# Senat von Colorado

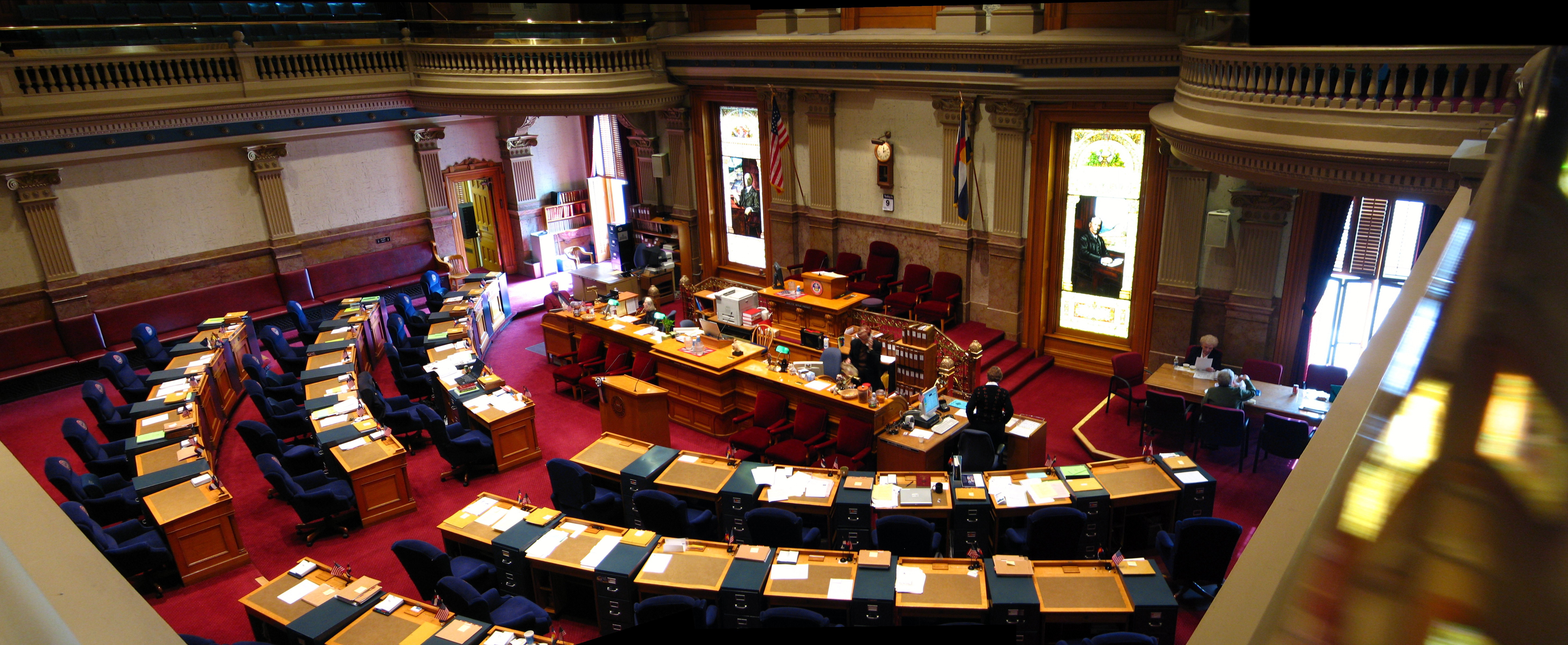
Sitzungssaal des Senats im Colorado State Capitol

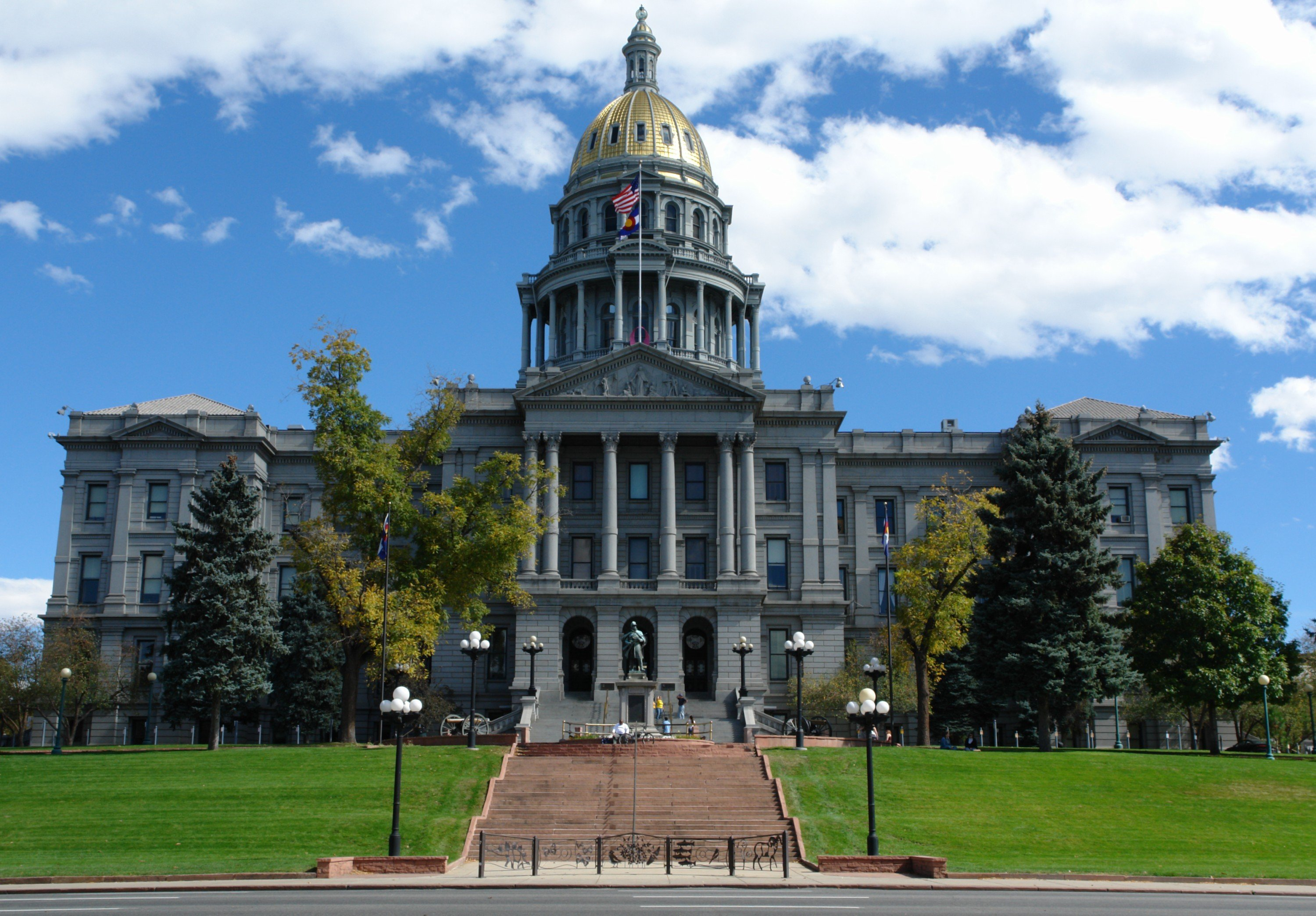
Das State Capitol von außen

Der Senat von Colorado (Colorado State Senate) ist das Oberhaus der Colorado General Assembly, der Legislative des US-Bundesstaates Colorado.
Die Parlamentskammer setzt sich aus 35 Senatoren zusammen, die jeweils einen Wahldistrikt repräsentieren. Jede dieser festgelegten Einheiten umfasst eine Zahl von durchschnittlich 123.000 Einwohner (Stand 2000). Die Senatoren werden jeweils für vierjährige Amtszeiten gewählt; es existiert eine Beschränkung der Amtszeiten auf zwei nacheinander folgende Amtsperioden.
Der Sitzungssaal des Senats befindet sich gemeinsam mit dem Repräsentantenhaus im Colorado State Capitol in der Hauptstadt Denver.

## Aufgaben des Senats
Wie in den Oberhäusern anderer Bundesstaaten und Territorien sowie im US-Senat fallen dem Senat von Colorado im Vergleich zum Repräsentantenhaus spezielle Aufgaben zu, die über die Gesetzgebung hinausgehen. So obliegt es dem Senat, Nominierungen des Gouverneurs in dessen Kabinett, weitere Ämter der Exekutive sowie Kommissionen und Behörden zu bestätigen oder zurückzuweisen.

## Struktur der Kammer
Der Präsident des Senats ist nicht, wie in anderen Bundesstaaten üblich, der Vizegouverneur, sondern ein gewählter Senator der Mehrheitspartei. Er wird zunächst fraktionsintern vorgewählt und anschließend in der konstituierenden Sitzung des neuen Senats von diesem ins Amt gewählt.
Senatspräsident 2022 wurde der Demokrat Steve Fenberg, der den 18. Wahlbezirk vertritt. Zum Mehrheitsführer (Majority leader) der Demokraten wurde Robert Rodriguez aus dem 32. Wahlbezirk gewählt; Oppositionsführer (Minority leader) wurde der Republikaner Paul Lundeen aus dem 9. Wahlbezirk.

## Zusammensetzung der Kammer
- Demokraten: 23
- Republikaner: 12

| Partei   | Partei                 | Abgeordnete nach der Wahl 2012 | Abgeordnete nach der Wahl 2014 | Abgeordnete nach der Wahl 2016 | Abgeordnete nach der Wahl 2018 | Abgeordnete nach der Wahl 2020 | Abgeordnete nach der Wahl 2022 |
| -------- | ---------------------- | ------------------------------ | ------------------------------ | ------------------------------ | ------------------------------ | ------------------------------ | ------------------------------ |
|          | Demokratische Partei   | 19                             | 17                             | 17                             | 19                             | 20                             | 23                             |
|          | Republikanische Partei | 16                             | 18                             | 18                             | 16                             | 15                             | 12                             |
| Summe    | Summe                  | 35                             | 35                             | 35                             | 35                             | 35                             | 35                             |
| Mehrheit | Mehrheit               | 3                              | 1                              | 1                              | 3                              | 5                              | 11                             |